# Doo Aphane
Doo Aphane là một luật sư người Eswatini và đồng thời là nhà vận động quyền phụ nữ. Cô đã làm việc với nhiều tổ chức nhân quyền và nữ quyền trên thế giới. Vào năm 2012, cô đã thành công trong việc thay đổi luật của Swaziland, cho phép phụ nữ có chồng giữ tài sản dưới tên riêng của họ.

## Nghề nghiệp
Doo Aphane có bằng thạc sĩ luật và hành nghề luật sư, chuyên về luật giới tính. Cô thành lập Công ty tư vấn phát triển phụ nữ, cô là giám đốc công ty và cũng thành lập phòng khám trợ giúp pháp lý của Hội đồng các nhà thờ Swaziland. Aphane tiến hành nghiên cứu pháp lý và là đồng tác giả của một số bài báo học thuật.
Cô cũng là thành viên hội đồng quản trị của Mạng lưới phụ nữ trẻ Swaziland, Trung tâm hỗ trợ và thông tin về AIDS và vẫn là thành viên của Diễn đàn nữ quyền châu Phi.
Aphane cảnh báo chính phủ Swaziland rằng cuộc đình công của giáo viên kéo dài vào năm 2012 đã ảnh hưởng đến việc giáo dục trẻ em và việc họ không đến trường khiến họ có nguy cơ bị tấn công tình dục và lạm dụng ma túy. Cũng trong năm 2012, cô đã thắng kiện tại Tòa án Tối cao Swaziland về việc cấm phụ nữ có chồng sở hữu tài sản bằng chính tên của họ hoặc chung với chồng; luật sau đó đã được sửa đổi.